# Сільський округ імені Мамаїта Омарова
Сільський округ імені Мамаї́та Ома́рова (каз. Мамаит Омаров ат.с. ауылдық округі, рос. Сельский округ имени Мамаита Омарова) — адміністративна одиниця у складі Аксуської міської адміністрації Павлодарської області Казахстану. Адміністративний центр — село імені Мамаїта Омарова.
Населення — 3164 особи (2021; 3724 у 2009, 4076 у 1999, 5218 у 1989).
Станом на 1989 рік існувала Грязновська сільська рада (села Грязновка, Дунентаєво, Євгеньєвка, Казали, Сирликала), Єнбецька сільська рада (села Єнбек, Путь Ільїча) та Цілинна сільська рада (села Караой, Курколь, Смагул, Цілинне) колишнього Єрмаківського району. Села Євден, Смагул, Цілинне були ліквідовані 2000 року. До 2007 року сільський округ називався Казалинським. 2013 року до складу округу була включена територія ліквідованих Єнбецького сільського округу (села Єнбек, Путь Ілліча) та Куркольського сільського округу (село Курколь). 2018 року було ліквідовано село Єнбек.

## Склад
До складу округу входять такі населені пункти:
| Населений пункт             | Старі назви       | Населення, осіб (1989) | Населення, осіб (1999) | Населення, осіб (2009) | Населення, осіб (2021) |
| --------------------------- | ----------------- | ---------------------- | ---------------------- | ---------------------- | ---------------------- |
| Донентаєв, село             | Дунентаєво        | 492                    | 247                    | 175                    | 94                     |
| Євден, село                 | Євгеньєвка        | 12                     | 23                     | -                      | -                      |
| Єнбек, село                 | Путь Ілліча       | 1450                   | 1326                   | 1217                   | 1296                   |
| --Єнбек, село               | -                 | 232                    | 190                    | 135                    | -                      |
| імені Мамаїта Омарова, село | Грязновка, Казали | 1095                   | 1153                   | 1192                   | 1004                   |
| Караой, село                | -                 | 18                     | -                      | -                      | -                      |
| Коктерек, село              | Казали            | 215                    | 135                    | 70                     | 23                     |
| Курколь, село               | -                 | 1145                   | 752                    | 745                    | 593                    |
| Сирликала, село             | -                 | 205                    | 224                    | 190                    | 154                    |
| Смагул, село                | -                 | 124                    | -                      | -                      | -                      |
| Цілинне, село               | -                 | 230                    | 26                     | -                      | -                      |